# TP-2.com (álbum)
Tp-2.com (Twelve Play-2) es el cuarto álbum de estudio del cantante-compositor de R&B americano R. Kelly, lanzado el 7 de noviembre de 2000, por Jive Records.

## Antecedentes
Lanzado como la "secuela" del álbum de Kelly 12 Play, TP-2.com contiene una gran variedad de temas y géneros de música, entre ellos, canciones de fiesta, baladas centradas en relaciones sentimentales, canciones influidas por gospel y temas de hip hop. Aun así, el álbum también contiene temas sensuales y explícitos, incluyendo "The Greatest Sex" y "Strip for You".
El álbum fue notable por los número 1 "I Wish", el remix de "Fiesta", en colaboración con Jay-Z y "Feelin' On Yo Booty". El álbum fue certificado Platino x4, y también es su segundo álbum en debutar número 1 en Billboard 200.

## Recepción

### Rendimiento comercial
TP-2.com debutó número 1 en las listas de Billboard 200, y también fue número 1 en las listas de Álbumes R&B/Hip-Hop, vendiendo un total de 543,000 copias la primera semana. El álbum terminó por vender un total de 4 millones de copias.

### Recepción crítica
TP-2.com recibió mayormente críticas positivas por parte de los críticos profesionales. En Metacritic se le ha asignado una nota de 71 sobre 100, basándose en 9 críticas. La revista Billboard posicinó a TP-2.com en el número 94 de Los 200 Mejores Álbumes de la Década.

### Premios Grammy
La canción "I Wish" fue nominada en la categoría de Mejor Interpretación R&B Masculina en el año 2001.

## Lista de canciones
| N.º | Título                                        | Escritor(es) | Duración |  |
| 1.  | «TP-2»                                        | R. Kelly     | 2:18     |  |
| 2.  | «Strip for You»                               | Kelly        | 4:09     |  |
| 3.  | «R&B Thug»                                    | Kelly        | 4:04     |  |
| 4.  | «The Greatest Sex»                            | Kelly        | 4:39     |  |
| 5.  | «I Don't Mean It»                             | Kelly        | 4:18     |  |
| 6.  | «Just Like That»                              | Kelly        | 4:39     |  |
| 7.  | «Like a Real Freak»                           | Kelly        | 4:34     |  |
| 8.  | «Fiesta»                                      | Kelly        | 4:17     |  |
| 9.  | «Don't You Say No»                            | Kelly        | 4:07     |  |
| 10. | «The Real R. Kelly (Interlude)»               | Kelly        | 0:54     |  |
| 11. | «One Me»                                      | Kelly        | 3:54     |  |
| 12. | «I Wish»                                      | Kelly        | 5:34     |  |
| 13. | «A Woman's Threat»                            | Kelly        | 5:55     |  |
| 14. | «I Decided»                                   | Kelly        | 4:12     |  |
| 15. | «I Mean (I Don't Mean It)»                    | Kelly        | 3:25     |  |
| 16. | «I Wish - Remix (To the Homies That We Lost)» | Kelly        | 5:18     |  |
| 17. | «All I Really Want»                           | Kelly        | 3:59     |  |
| 18. | «Feelin' on Yo Booty»                         | Kelly        | 4:06     |  |
| 19. | «The Storm Is Over Now»                       | Kelly        | 4:32     |  |